# Mammillaria crucigera
Mammillaria crucigera je stonkový sukulent z čeledi kaktusovité (Cactaceae) pocházející z malého disjunktivního areálu na pomezí mexických států Puebla a Oaxaca, kde roste na kolmých sádrovcových skalách. M. crucigera je malá, roste v trsech, s redukovanými trny a bělavou vlnou. Červené až fialové květy stejně jako semena jsou malá. V důsledku toho je M. crucigera na mexickém červeném listu „předmětem speciální ochrany“ (Pr: sujeta a protección especial).